# Clockwork Prince
Clockwork Prince publicerades den 6 december 2011 och är skriven av Cassandra Clare och är den andra boken i ungdomsboktrilogin The Infernal Devices.

## Handling
I den magiska underjorden av det viktorianska London, har Tessa Gray äntligen funnit säkerhet hos de shadowhunters på institutet i London. Men säkerheten visar sig bli osäker när falska styrkor i the Clave försöker att se till att hennes beskyddare, Charlotte, ersätts som chef för institutet. Om Charlotte förlorar sin position, hamnar Tessa ute på gatan, och ett lätt byte för den mystiska Magistern, som vill använda Tessas krafter för sina egna mörka syften.
Med hjälp av den stilige, självdestruktiva Will och den hårt hängivna Jem, upptäcker Tessa att Magisterns krig mot shadowhunters är personlig. Han skyller på dem för en gammal tragedi som splittrade hans liv. För att reda ut hemligheterna i det förflutna, reser trion från dimhöljda Yorkshire till en herrgård som innehåller otaliga fasor, från slummen i London till en förtrollad balsal där Tessa upptäcker att sanningen om hennes härkomst är mer olycksbådande än hon hade föreställt sig. När de möter en urverksdemon som bär en varning till Will, inser de att Magistern själv vet om deras varje rörelse och att en av deras egna har förrått dem.
Tessa finner att hennes hjärta dras mer och mer till Jem, men hennes längtan efter Will, trots hans mörka humör, fortsätter att förvirra henne. Men något håller på att förändras i Will - muren har han byggt runt själv håller på att smulas sönder. Kan man genom att hitta Magistern fria Will från hans hemligheter och ge Tessa svaren om vem hon är och vad hon föddes att göra?
När deras farliga sökande efter Magistern och sanningen leder dem i fara, lär sig Tessa att när kärlek och lögner blandas, kan de skada även den renaste hjärtat.